# Armeniens träsniderimuseum
Armeniens träsniderimuseum är ett konsthantverksmuseum i Jerevan i Armenien. 
Museets interiör är dekorerad av målaren Grigor Khanjyan (1926–2000).

## Bildgalleri

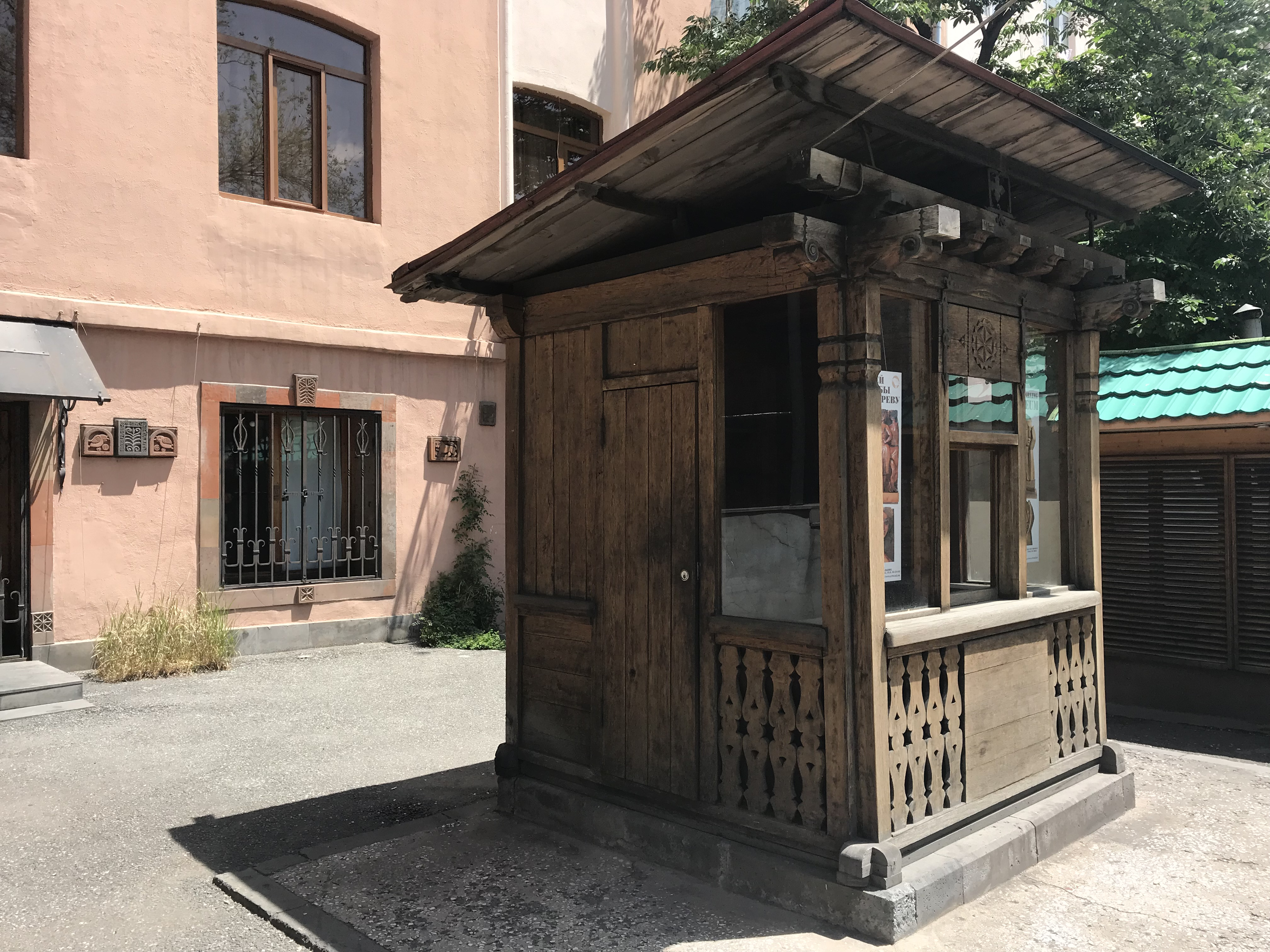
Kiosk
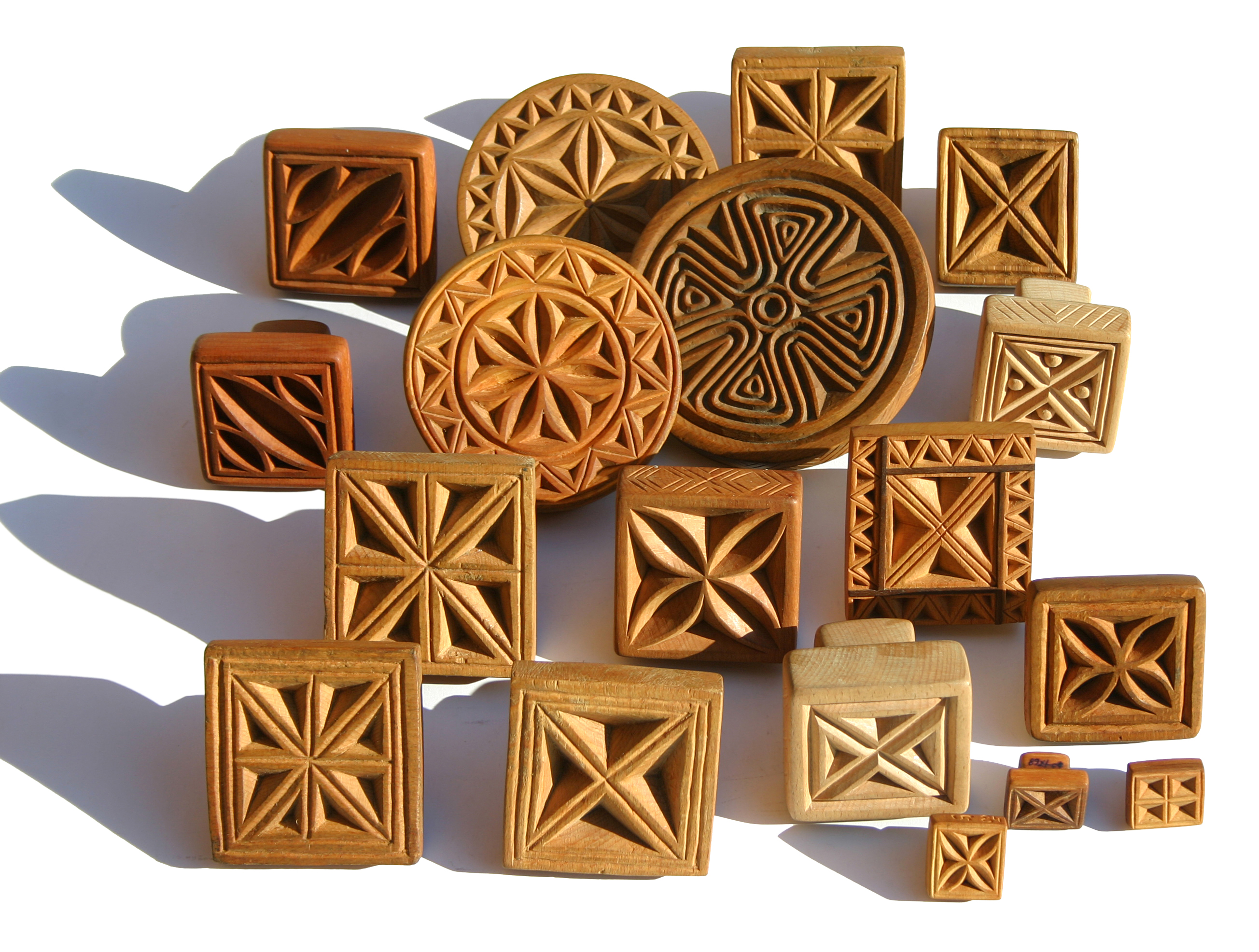
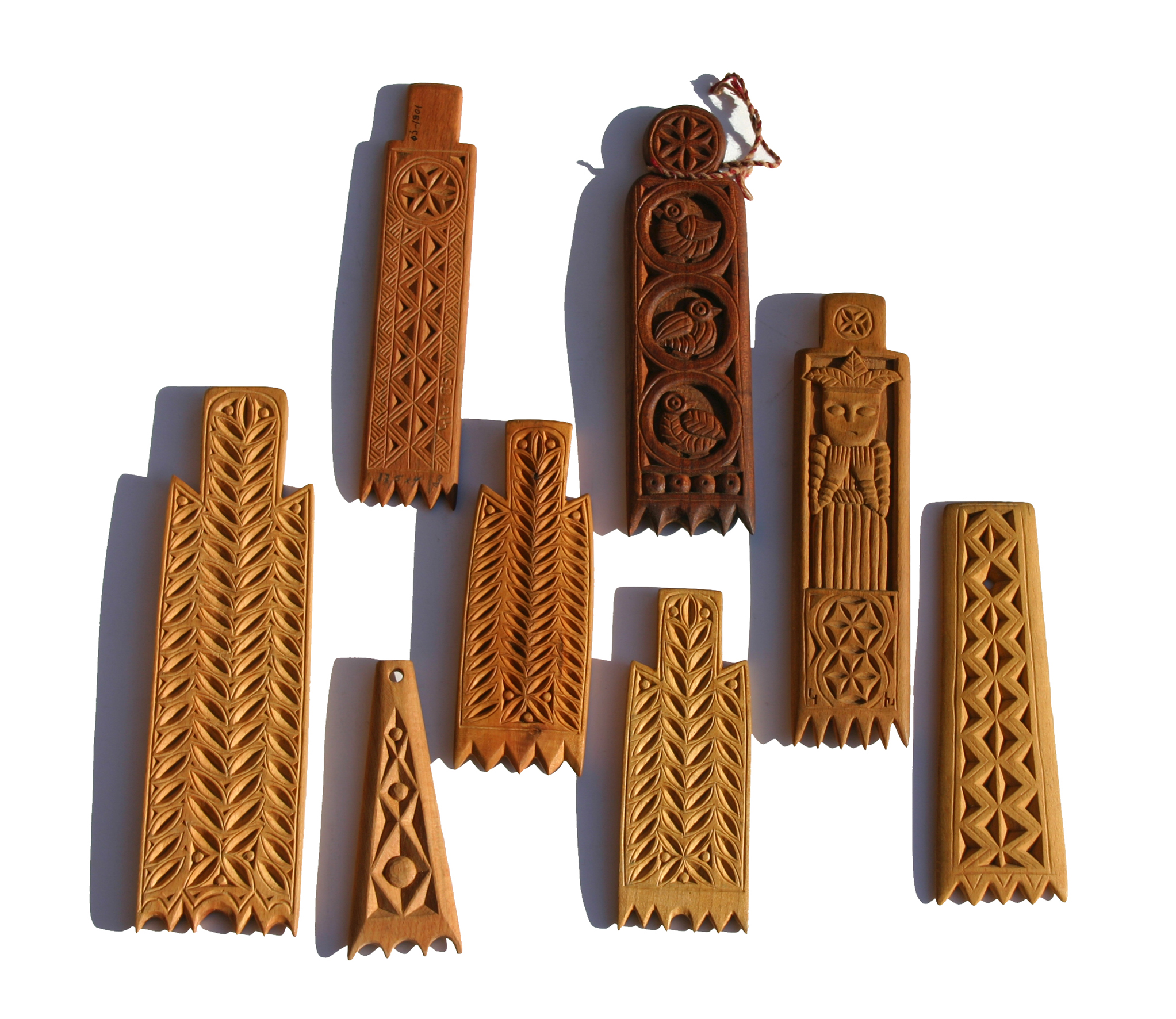
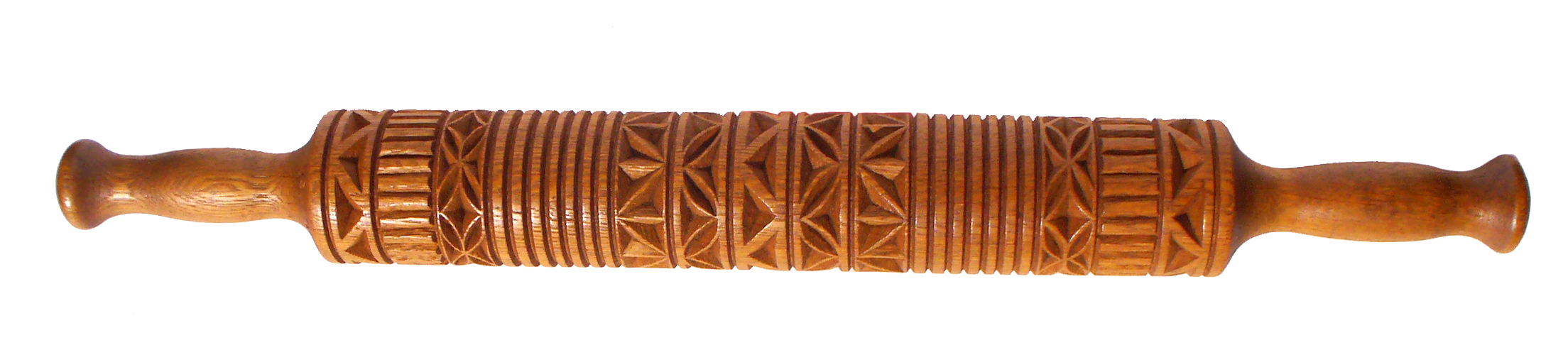